# Vardenafil
Vardenafil er INN-navnet for lægemidlet, der i 2003 blev bragt på markedet under navnene Levitra og Vivanza af hhv. Bayer og GlaxoSmithKline til behandling af impotens. Præparatets kemiske formel er C22H30N6O4S og dets konkurrerende stoffer er tadalafil og sildenafil.

## Effekt
Der er for få eller ingen kildehenvisninger i denne artikel, hvilket er et problem. Du kan hjælpe ved at angive troværdige kilder til de påstande, som fremføres i artiklen.

Behandlingen har dokumenteret effekt hos en stor del af patienterne. Hvor effektiv behandlingen er, afhænger af hvilken tilgrundliggende årsag til den erektile dysfunktion, der er tale om. Undersøgelser har dog vist at sildenafil og vardenafil har gavnlig effekt ved de fleste former for erektil dysfunktion. Præparatet tages cirka en time før forventet seksuel aktivitet. Bivirkninger kan forekomme.

## Eksterne kilder
Læs mere om indholdsstoffet vardenafil på medicin.dk